# Червоное (Вышгородский район)
Червоное (укр. Червоне) — село, входит в Вышгородский район Киевской области Украины.
Население по переписи 2001 года составляло 166 человек. Почтовый индекс — 07351. Телефонный код — 4596. Занимает площадь 0,5 км². Код КОАТУУ — 3221887505.

## Местный совет
07351, Київська обл., Вишгородський р-н, с.Синяк, вул.Леніна,60

## Галерея

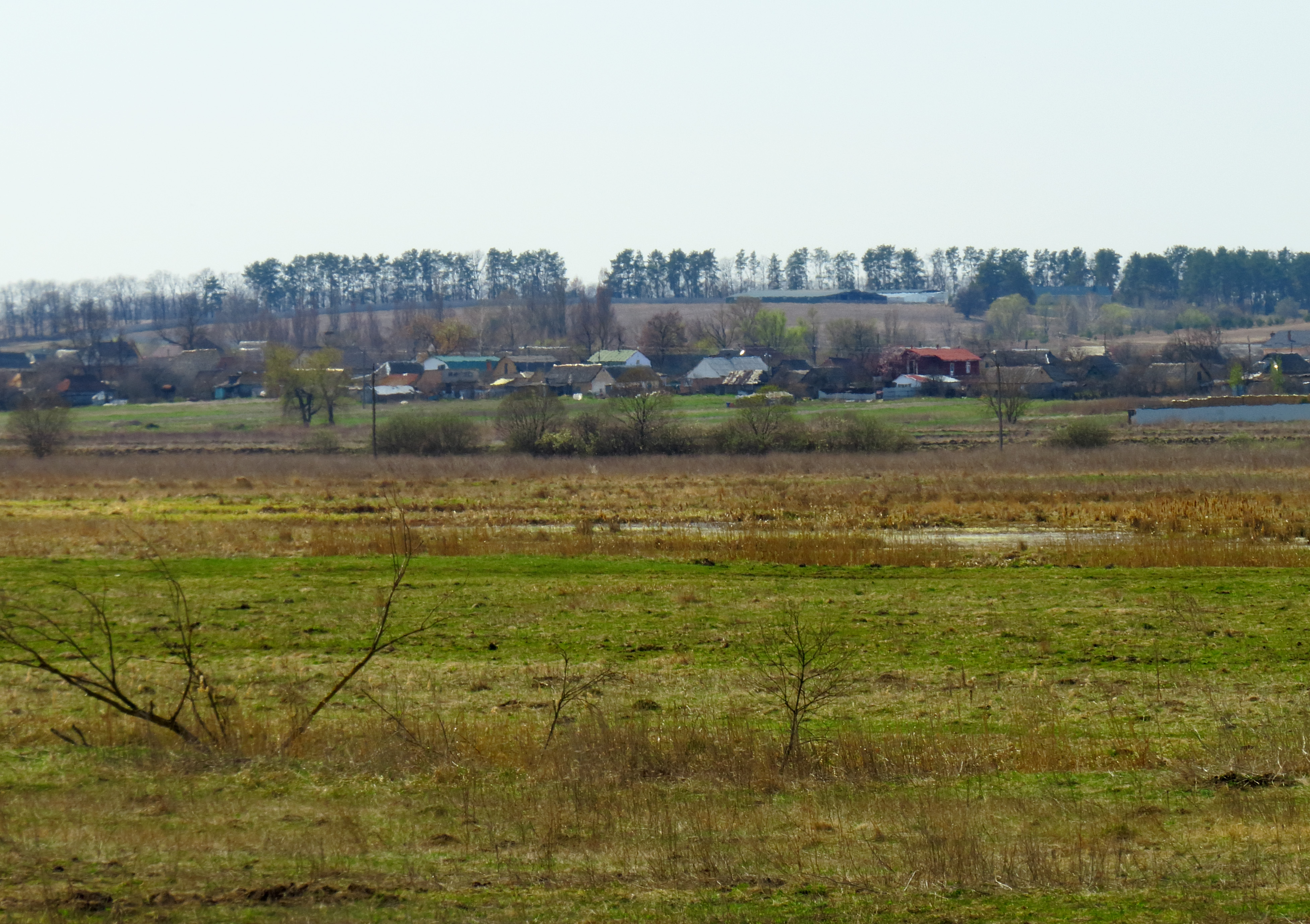
Село Червоне
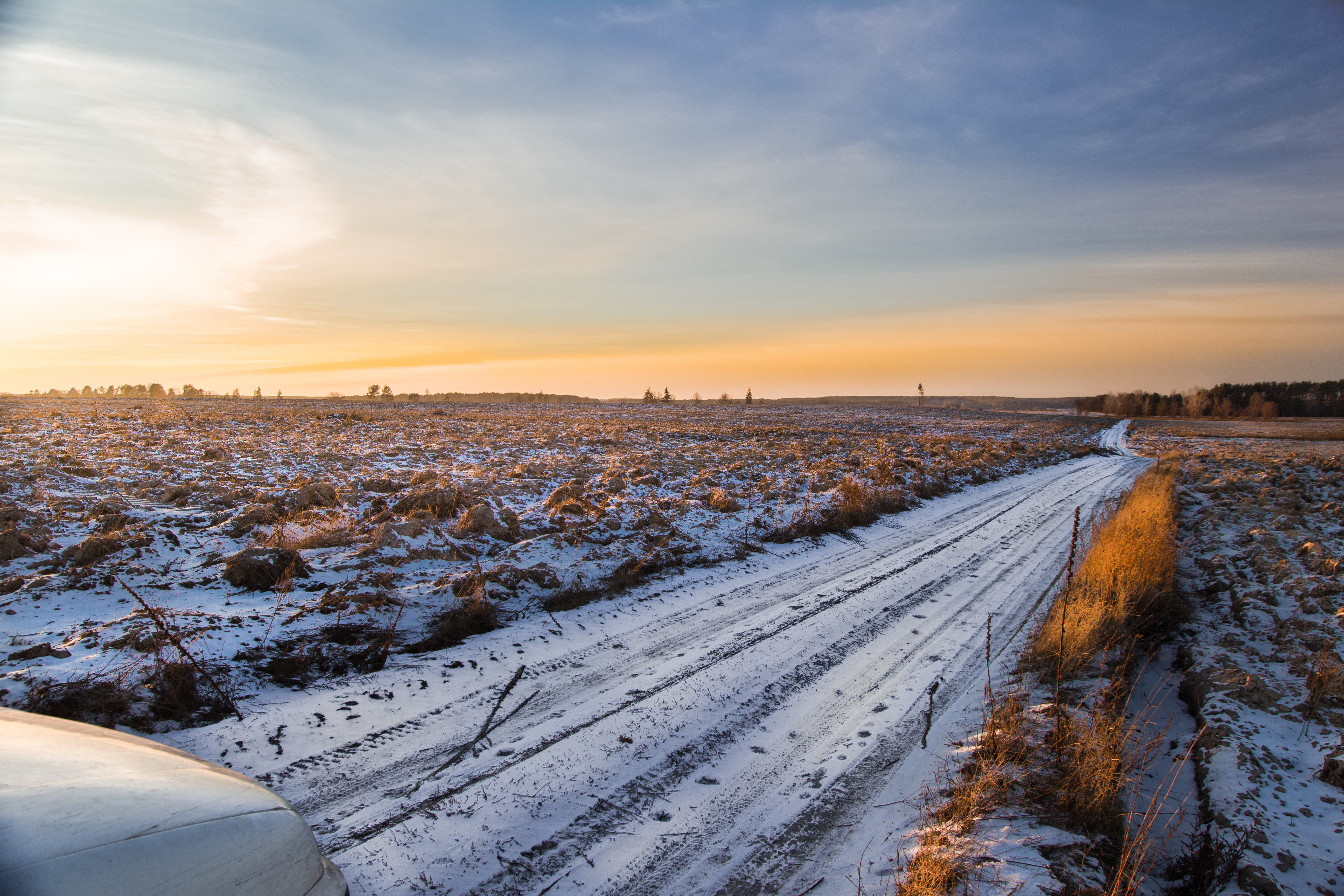
Пойма Ирпеня
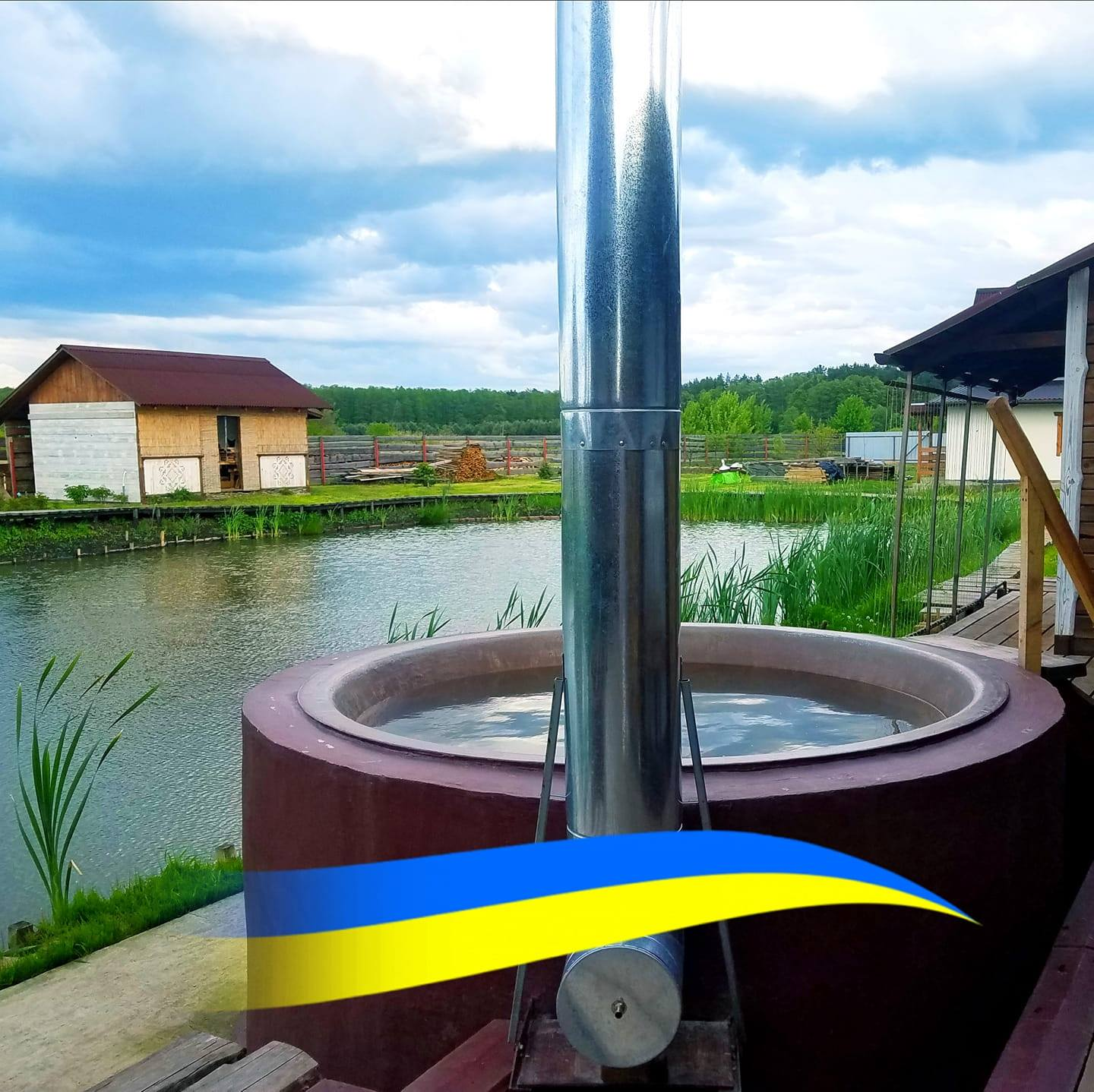
Карпатский чан